# چیچکتو
چیچکتو قریه و منطقه‌ای در ولسوالی (شهرستان) قیصار ولایت (استان) فاریاب جمهوری اسلامی افغانستان می‌باشد.

## تاریخچه
در اوایل قرن نوزدهم میلادی و بنا به قولی در ۱۸۴۷ میلادی، وزیر یار محمد خان، وزیر شاه محمود سدوزایی مناطق چیچکتو و اطراف آن را از سکنه خالی، و مردم دیگری را از دیگر ساحات افغانستان در آن جا ساکن می‌سازد.